# 開放平臺
在計算機科學裡，開放平臺（open platform）是指一個基於開放標準的軟體系統，具有公開及完整說明文件的外部應用程式介面（API），讓人們可以用與原本程式設計師所設想的不同之方式操作該軟體，而不需要修改原始碼。使用這些介面時，第三方可以將額外的功能整合於該平臺上。與開放平臺相對的為封閉平臺。
開放平臺不一定是開放原始碼，但大多數開放平臺的API有多種實作方式。例如，通用網關接口（CGI）可透過開源網路伺服器實作，亦可透過微軟的網際網路資訊服務（IIS）實作。開放平臺可以由商業軟體、開源模組或兩者混合組成。開放平臺內也可能存在部分封閉平臺，如CGI雖然是個開放平臺，但許多伺服器在實作CGI時亦使用了其他非屬開放平臺的一部分，而具有專有軟體的部分。
開放平臺意指廠商允許，也或許會支援如此做的能力。使用一個開放平臺時，開發人員可以附加上廠商沒有完成或沒設想到的特性或功能。開放平臺允許開發人員改寫既有的功能，只要其規格為公開的開放標準。
服務導向架構允許應用程式如同服務一般運作，在多個系統間或網際網路上之類的分散式運算環境內被接取。網路服務的重點在於建立一個透過獨立於平臺及程式語言之網際網路協議存取之功能標準組件。開放服務導向平臺能允許任何人與這些標準組件互動與存取。
哈佛商學院於2008年的一份報告中將平臺的開放性分成4個方面，並舉例說明。
| 平臺開放性的方面                | Linux | Windows | 麥金塔 | iOS  |
| ------------------------------- | ----- | ------- | ------ | ---- |
| 需求端使用（終端用戶）          | 開放  | 開放    | 開放   | 開放 |
| 供給端用戶（應用程式開發商）    | 開放  | 開放    | 開放   | 封閉 |
| 平臺供應商（硬體/作業系統搭售） | 開放  | 開放    | 封閉   | 封閉 |
| 平臺發起人（設計與智財權人）    | 開放  | 封閉    | 封閉   | 封閉 |

## 另見
- 應用程式介面
- 服務導向架構
- 開放標準